# Llobarro

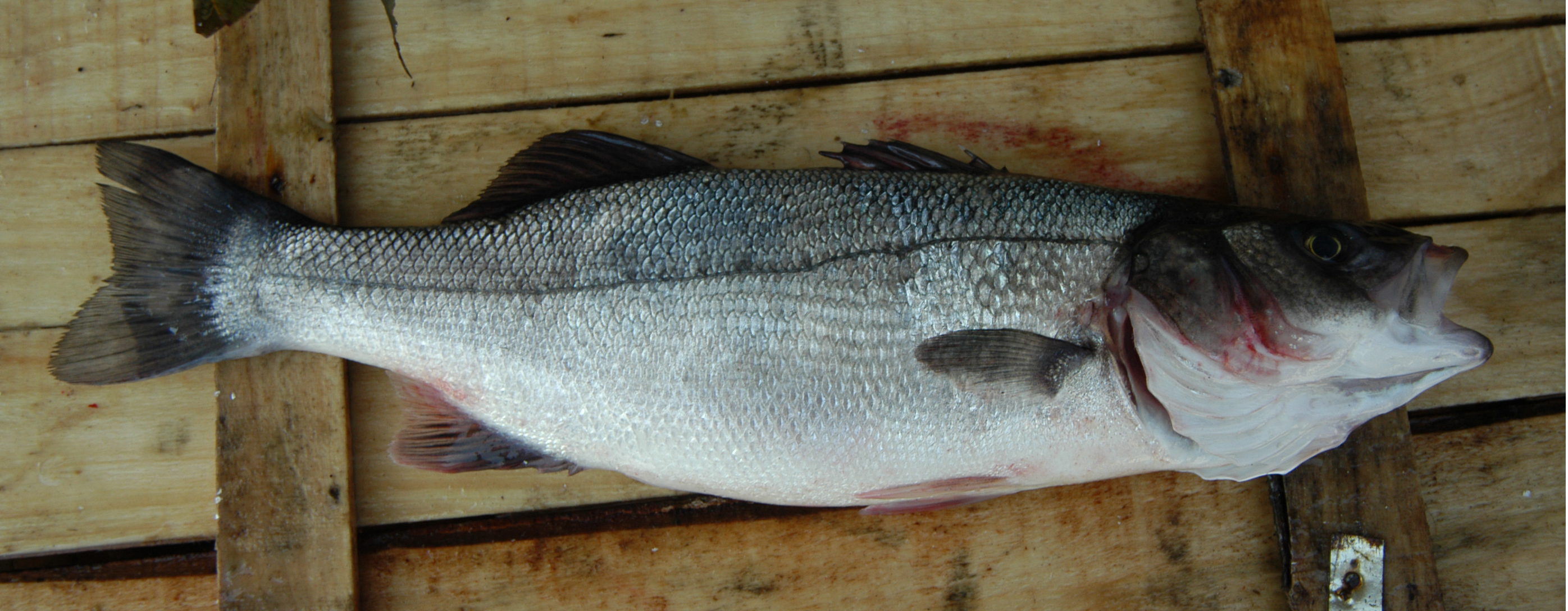
Exemplar capturat a Turquia.

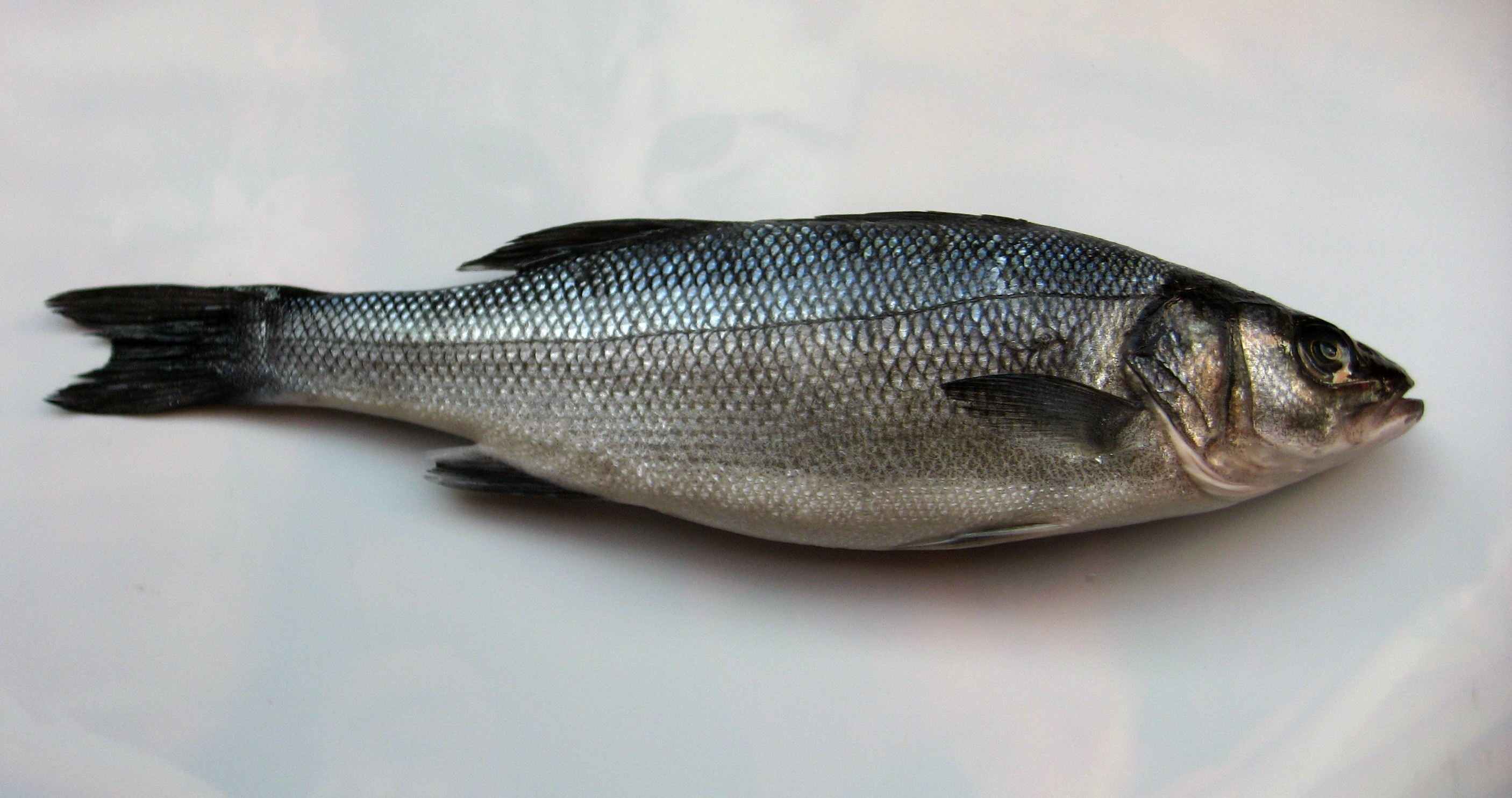
Vista lateral

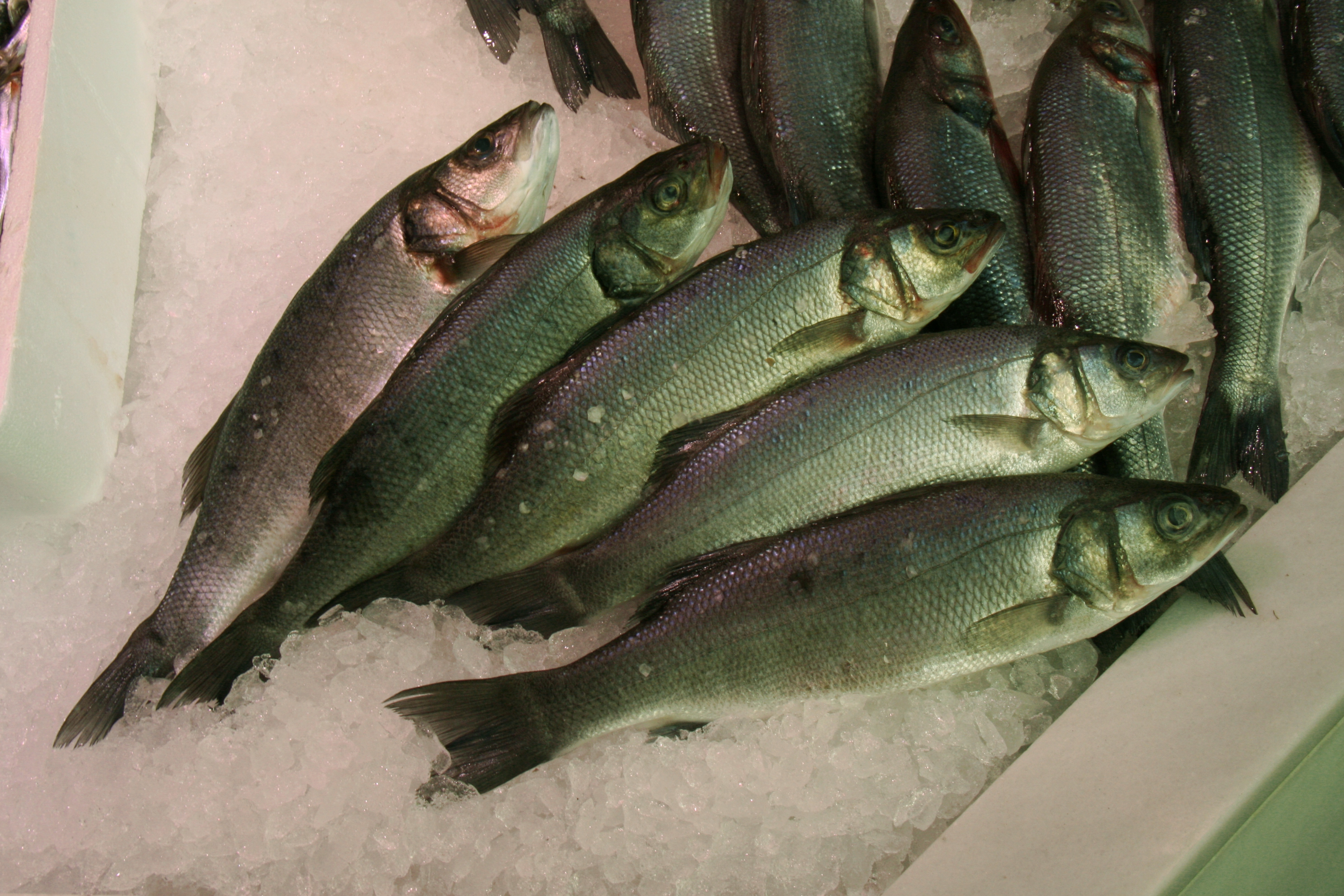
Llobarros en una peixateria

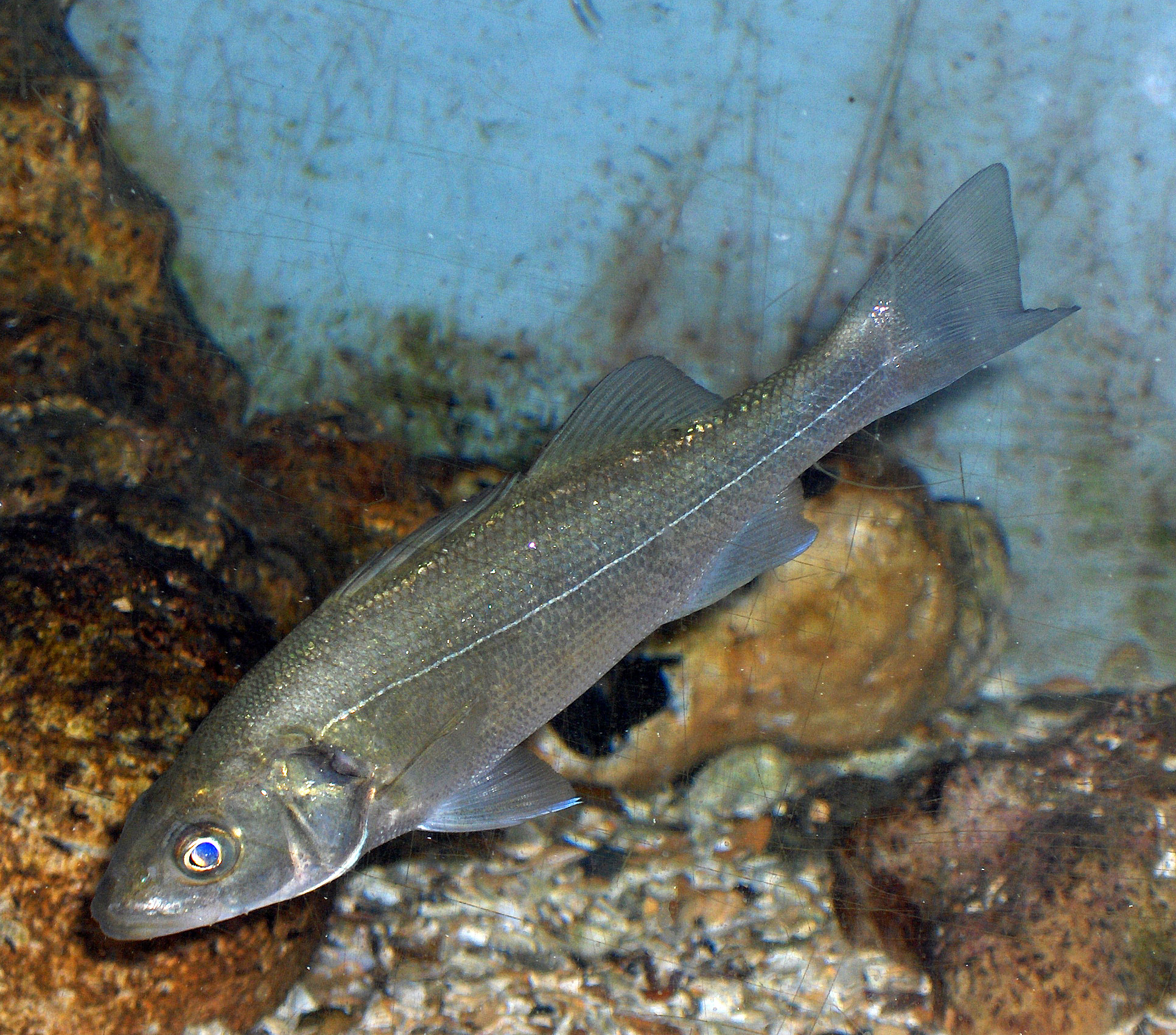
Un llobarro en un aquari

El llobarro, la llobina, el llop, llop de mar, llobató, mollet, (Dicentrarchus labrax) és una espècie de peix blanc osteïcti de la família dels morònids i molt corrent a les costes dels Països Catalans. La forma juvenil es denomina pintat.

## Morfologia
- Pot assolir 103 cm de llargària total i 12 kg de pes.[a]
- Cos allargat, molt estilitzat i cobert d'escates grans i regulars.
- El cap en els exemplars joves és bastant punxegut, però esdevé rom en els peixos adults.
- Llavis carnosos.
- Dues aletes dorsals.
- Presenta radis espinosos a totes les aletes.
- Té dues espines curtes a l'angle superior de l'opercle.
- El seu color varia considerablement en funció del seu origen geogràfic: des del gris fosc, blau o verd a la part posterior fins a un blanc o groc clar a la part ventral. Els flancs són d'un color blau argentat o, de vegades, daurat pàl·lid o bronze.
- Els exemplars joves tenen algunes taques fosques a la part superior del cos.[6][7][8][9][10][11]

## Reproducció
Es reprodueix mitjançant fecundació externa i la fresa s'esdevé des del gener al març a la Mediterrània, i des del març al juny a les illes Britàniques (els ous poques vegades es troben en aigües més fredes de 8,5-9 °C o més calentes de 15 °C). Durant la temporada de fresa, cada femella pot produir entre 250.000-500.000 d'ous per kg de pes, els quals són planctònics i es desclouen entre 4 i 9 dies després de la fertilització en funció de la temperatura de la mar. Durant els següents 2-3 mesos, les larves creixen a alta mar però, finalment, fan cap a rierols, llacunes i estuaris on romandran durant 4-5 anys abans acabin el seu desenvolupament i adoptin els moviments migratoris dels adults.

## Alimentació
És una espècie depredadora i es nodreix, principalment, de petits peixos pelàgics (com ara, sardines), crustacis (com ara, gambes), calamars i poliquets. Els exemplars joves tendeixen a menjar més invertebrats que els adults i, al llarg de llurs vides, desenvolupen una àmplia gamma de tàctiques per trobar i capturar llurs preses (com ara, atacar des d'una posició inferior i en un angle pronunciat).

## Hàbitat
És un peix demersal, oceanòdrom, de clima subtropical (8 °C-24 °C, 72°N-11°N, 19°W-42°E) i que viu tant a la vora de les roques com als fons de sorra. Pot suportar perfectament l'aigua dolça o mig dolça, per la qual cosa es troba en indrets tan variats com les desembocadures dels rius, llacunes litorals, estuaris, ports i esculleres fins als 100 m de fondària.

## Distribució geogràfica
Es troba a la Mediterrània, el sud de la mar Negra i l'oceà Atlàntic oriental (des de Noruega i Islàndia fins al Senegal). A causa del trencament d'algunes gàbies de piscifactories ara també se'n troba a Gran Canària i Tenerife (illes Canàries).

## Longevitat
La seua esperança de vida és de 30 anys.

## Costums
- És un bon nedador i pot sostenir una mitjana de natació d'alta velocitat durant els seus períodes migratoris.[33]
- Els exemplars joves són més gregaris que els adults i es troben en moles més o menys importants, tot i que, a mesura que van creixent, es tornen més solitaris.[7][26]

## Ús comercial
És una espècie molt cercada (hi ha un mercat internacional molt important), ja que la seva carn és excel·lent i se'n paguen alts preus. Es pesca al curricà, a l'espera, per encerclament, per arrossegament, amb tremalls, palangres, etc. i ha estat molt perseguida pels pescadors submarins amb fusell. Es comercialitza fresc o fumat i el seu valor nutricional és de 2,5% de greixos, 19% de proteïnes, 100 quilocalories i 0,50 mg d'àcids grassos omega 3 per cada 100 g de porció comestible. Té quantitats importants de ferro, fòsfor, magnesi i zenc.

## Estat de conservació
No és una espècie en perill d'extinció, però les seues poblacions es troben sobreexplotades. Això és degut al fet que és una espècie de creixement molt lent i el nombre de captures ultrapassa el seu índex de renovació.

## Observacions
És inofensiu per als humans i la seua talla mínima legal de captura és de 25 cm.